# Sealand Seahawks 2023
Questa voce raccoglie le informazioni riguardanti i Sealand Seahawks nella stagione 2023.

## Maschile

### Amichevoli
| Kópavogur 18 febbraio 2023, ore 18:00 | Reykjavík Einherjar | 28 – 16 referto | Sealand Seahawks | Kórinn |

| Sa Vileta-Son Rapinya 18 novembre 2023, ore 16:00 | Mallorca Voltors | 13 – 21 referto | Sealand Seahawks | Polideportivo Municipal de Son Moix |

## Femminile

### Amichevoli
| Bordeaux 18 febbraio 2023, ore 18:00 | Lions de Bordeaux | 48 – 22 referto | Sealand Seahawks Womens | Stade Charles Martin |

| Guadalajara 18 novembre 2023, ore 16:00 | Guadalajara Stings | 0 – 1 referto | Sealand Seahawks Womens | Campo de Fútbol Municipal Pedro Escartín |

## Master

### Amichevoli
| Ballymoney 19 febbraio 2023, ore 14:00 | Causeway Giants | 0 – 44 referto | Sealand Seahawks | Limepark Playing Fields |

| Guadalajara 23 settembre 2023, ore 14:00 | Guadalajara Stings | 6 – 34 referto | Sealand Seahawks | Campo de Fútbol Municipal Pedro Escartín |

## Statistiche di squadra
| Competizione | %Vittorie | In casa | In casa | In casa | In casa | In casa | In casa | In trasferta | In trasferta | In trasferta | In trasferta | In trasferta | In trasferta | Totale | Totale | Totale | Totale | Totale | Totale |
| Competizione | %Vittorie | G       | V       | N       | P       | Pf      | Ps      | G            | V            | N            | P            | Pf           | Ps           | G      | V      | N      | P      | Pf     | Ps     |
| ------------ | --------- | ------- | ------- | ------- | ------- | ------- | ------- | ------------ | ------------ | ------------ | ------------ | ------------ | ------------ | ------ | ------ | ------ | ------ | ------ | ------ |
| Maschile     | .500      | 0       | 0       | 0       | 0       | 0       | 0       | 2            | 1            | 0            | 1            | 37           | 41           | 2      | 1      | 0      | 1      | 37     | 41     |
| Femminile    | .500      | 0       | 0       | 0       | 0       | 0       | 0       | 2            | 1            | 0            | 1            | 23           | 48           | 2      | 1      | 0      | 1      | 23     | 48     |
| Master       | 1.000     | 0       | 0       | 0       | 0       | 0       | 0       | 2            | 2            | 0            | 0            | 78           | 6            | 2      | 2      | 0      | 0      | 78     | 6      |
| Totale       | .667      | 0       | 0       | 0       | 0       | 0       | 0       | 6            | 4            | 0            | 2            | 138          | 95           | 6      | 4      | 0      | 2      | 138    | 95     |